# Alessandro Lupino
Alessandro Lupino (Viterbo, 15 januari 1991) is een Italiaans motorcrosser.

## Carrière
Lupino begon met motorcrossen in 1999. In 2006 werd hij Italiaans, Europees en Wereldkampioen in de 85cc-klasse, op KTM. Vanaf 2007 kwam Lupino uit op Yamaha in het Europees Kampioenschap. Vanaf 2008 reed Lupino voltijds in het Wereldkampioenschap motorcross MX2. In 2010 wist hij met het Italiaanse team vijfde te worden op de Motorcross der Naties. Lupino's team maakte in 2011 de overstap van Yamaha naar Husqvarna-motoren. Het bleef beperkt tot plaatsen in de top vijftien, maar hij werd in 2012 opnieuw vijfde met de Italiaanse ploeg. In 2013 ging Lupino rijden voor Kawasaki. Hij werd achtste in het WK MX2 en wist derde te worden met de Italiaanse ploeg. In 2014 was hij het ganse seizoen geblesseerd.
Vanaf 2015 maakte hij de overstap naar de MXGP, met Honda. Lupino was regelmatig terug te vinden tussen de tiende en vijftiende plaats. Vanaf 2018 zal hij uitkomen voor een Nederlands Kawasaki-team.